# Wedstrijd van de Nederlandse Schaakbond 1887
De Wedstrijd van de Nederlandse Schaakbond 1887 werd gehouden van 31 juli t/m 5 augustus 1887 te Amsterdam. Het was de 15e nationale schaakwedstrijd die de Nederlandse Schaakbond organiseerde. Locatie van het toernooi was De Roode Leeuw, destijds nog gevestigd aan de Vijgendam.

## Geschiedenis
Voor 1909 was er geen officieel Nederlands kampioenschap schaken. De Nederlandse Schaakbond organiseerde wel een jaarlijkse schaakwedstrijd waar de beste Nederlandse schakers aan meededen, althans diegenen die zich hiervoor hadden aangemeld. Het schaken was destijds nog een relatief kleine sport. In 1887 had de bond nog slechts 171 leden.
Op 31 juli 1887 werd een algemene vergadering gehouden van de bond. Daaropvolgend een schaakwedstrijd bestaande uit twee klassen. Dirk van Foreest toonde zich in het toernooi oppermachtig en behaalde een score van 8 uit 9.

## Uitslag en kruistabel[2]
|    | Naam                  | Score | 1  | 2  | 3  | 4  | 5  | 6  | 7  | 8  | 9  | 10 | Plaats |
| -- | --------------------- | ----- | -- | -- | -- | -- | -- | -- | -- | -- | -- | -- | ------ |
| 1  | Dirk van Foreest      | 8     | -- | 1  | 1  | 1  | 1  | 1  | 1  | ½  | ½  | 1  | 1      |
| 2  | Joan Diderik Tresling | 6     | 0  | -- | 1  | ½  | ½  | ½  | ½  | 1  | 1  | 1  | 2      |
| 3  | Adolf Olland          | 5½    | 0  | 0  | -- | 1  | 1  | 1  | ½  | 1  | 1  | 0  | 3      |
| 4  | Arnold van Foreest    | 5     | 0  | ½  | 0  | -- | ½  | ½  | 1  | 1  | ½  | 1  | 4-5    |
| 5  | Rudolf Loman          | 5     | 0  | ½  | 0  | ½  | -- | 1  | 1  | 0  | 1  | 1  | 4-5    |
| 6  | Joost Pinédo          | 4     | 0  | ½  | 0  | ½  | 0  | -- | 0  | 1  | 1  | 1  | 6-7    |
| 7  | Christiaan Messemaker | 4     | 0  | ½  | ½  | 0  | 0  | 1  | -- | 0  | 1  | 1  | 6-7    |
| 8  | S. Suzholz            | 3     | ½  | 0  | 0  | 0  | 1  | 0  | 1  | -- | ½  | 0  | 8      |
| 9  | Levi Benima           | 2½    | ½  | 0  | 0  | ½  | 0  | 0  | 0  | ½  | -- | 1  | 9      |
| 10 | H. Kothe              | 2     | 0  | 0  | 1  | 0  | 0  | 0  | 0  | 1  | 0  | -- | 10     |